# Akaitcho
Akaitcho, Akaicho oder Ekeicho (‘Big-Foot’ oder ‘Big-Feet’, dt. Große/r Fuß/Füße, wörtlich etwa: ‘wie ein Wolf mit großen Pfoten, so kann er große Strecken über Schnee wandern’) (* um 1786; † 1838) war Häuptling der Yellowknife (oder T'atsaot'ine).
Das Territorium seines Stammes umfasste das Ostufer des Great Slave Lake in den Nordwest-Territorien bis zum Coppermine River in Nunavut, Kanada. Die Yellowknife waren für Plünderungen, Raubzüge sowie Tötungen von benachbarten Tłįchǫ-Gruppen sowie den K’áshogot’ine der North Slavey (Sahtu Dene) (“Great Hare People”, auch Gahwié gotinè – “Rabbitskin People”, engl. Hare Indians, auch Peaux de Lievre oder Locheaux genannt) sowie die Verschleppung von Frauen benachbarter feindlicher Stämme.
Der Häuptling wurde durch die Expeditionsberichte des britischen Forschungsreisenden John Franklin bekannt, dem er als Übersetzer, Kundschafter, Führer sowie Jäger während dessen erster Arktis-Expedition (sog. Coppermine Expedition von 1819 bis 1822) diente, und war regional bedeutend als Friedensstifter zwischen den seit Jahrzehnten verfeindeten Stämmen am Great Slave Lake im nördlichen Kanada. Nach ihm ist heute ein Gebiet in der Gegend benannt, in dem mehrere der ansässigen Indianerstämme siedeln.
Akaitcho führte erst mit seinem Stamm die Franklin-Expedition im Sommer 1820 bis zur Mündung des Coppermine River, wo sie die Expedition verließen, um Nahrungsmittel für den Winter zu sammeln. Als die Franklin-Expedition im Winter 1823 scheiterte, gelang es Akaitcho, die restlichen verhungernden Expeditionsteilnehmer zu retten.
Sten Nadolny setzt ihm und seinem Bruder Keskarrah in Die Entdeckung der Langsamkeit ein literarisches Denkmal.